# Henrik Hennings
Henrik Hennings, född 16 oktober 1848 i Gurre, död 18 februari 1923 i Köpenhamn, var en dansk tonsättare och musikförläggare. Han ingick 1877 äktenskap med Betty Hennings.
Henning blev student 1866 samt avlade statsvetenskaplig kandidatexamen 1870 och juridisk examen 1875. Han var elev vid Det Kongelige Danske Musikkonservatorium 1867 och en talangfull kompositör av flera sånger och pianostycken. Han stiftade 1880 Kgl. Hof-Musikhandel och ledde denna och dess fortsättning Nordisk Musikforlag till 1910. Han var medstiftare av Dansk Musikhandlerforening.